# Shandan (cheval)
Le Shandan (chinois simplifié : 山丹马 ; chinois traditionnel : 山丹馬 ; pinyin : Shān dān mǎ) est une race chevaline polyvalente originaire de l'unique haras de Shandan, situé dans les monts Qilian, en Chine. Ce haras militaire est issu d'une vieille tradition d'élevage existant depuis l'Antiquité. La race est créée dans les années 1930 à partir de nombreux croisements entre des chevaux chinois et le cheval du Don russe. Longtemps élevée à des fins militaires pour la selle et la traction, elle est désormais employée pour le tourisme.

## Dénomination
Le nom enregistré pour cette race chinoise dans la base de données de la FAO est « Shandan », ce nom étant également cité dans le dictionnaire de CAB International, précisant qu'il ne faut pas le confondre avec « Sandan » et « Skandan », ces deux noms étant renvoyés vers « Shandan ». C'est cependant le nom de « Sandan » qui est utilisé dans l'ouvrage de l'université de l'Oklahoma. 

## Histoire

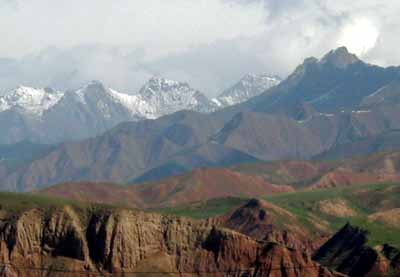
Les monts Qilian, région d'origine du Shandan

Le Shandan a la particularité de provenir d'un unique haras du même nom, situé au pied des monts Qilian (région du Qinghai) à une altitude moyenne de 3 100 m, la température moyenne étant aux alentours de 0°. La race était nommée autrefois le « grand cheval du camp », car sous la dynastie Han, cette région fournit un grand nombre de montures militaires. Sous la dynastie Ming, Gansu-wanmashi, soit le « temple du jardin aux chevaux », est fondé dans ce lieu. 
En 1934, ce qui reste des anciens établissements d'élevage est mis à profit pour créer le haras de Shandan. Depuis cette époque, les animaux locaux ont donc été croisés avec beaucoup d'autres races, dont le Yili, le Chakouyi, le Datong et le Hequ. Cependant, le Shandan reste un cheval de petite taille, n’excédant jamais 1,15 m. Si bien qu'au début des années 1950, de nouveaux croisements sont pratiqués avec le cheval du Don. Chaque génération de chevaux est re-croisée avec le Don pour gagner en taille, mais la résistance des animaux est rapidement perdue. En 1963, on retourne à des croisements avec des étalons rigoureusement sélectionnés parmi le cheptel local. En 1980, au terme du programme de croisements, le processus est considéré comme abouti et la nouvelle race est officiellement reconnue.
C'est également en 1980 que le Shandan est envoyé à des fins militaires vers l'Afghanistan par les Chinois, afin d'aider les Talibans dans leur guerre contre l'Union soviétique

## Description
Mesurant 1,35 m à 1,42 m en moyenne, le Shandan est un petit cheval harmonieux aux jambes sèches et nettes. La tête est légère. L'encolure est parfois commune, mais bien attachée au reste du corps. Le tronc est solide et fort, la croupe large. La position naturelle est considérée comme correcte. Les articulations sont solides et fortes, les pieds sont bons. La race a fait l'objet de tests de performances à des altitudes variant de 2 700 à 4 000 mètres, démontrant son aptitude à aller à l'amble sur des terrains accidentés. Le Shandan est également capable de tracter 89 % de son propre poids.
La robe la plus commune est le bai, l'alezan existant aussi. Le tempérament de la race est considéré comme bon.
Le Shandan est élevé de manière extensive en altitude avec un système transhumant de pâturage saisonnier, très populaire. Il leur est simplement fourni un abri l'hiver, ainsi qu'un complément d'avoine en hiver et au printemps. Le Shandan est désormais gardé exempt de tout croisement, les améliorations par sélection s'effectuant au sein de la race.

## Utilisations
Le Shandan est à la fois un cheval de selle et un cheval de trait. Longtemps employé à des fins militaires, cette utilisation a cessé dans les années 2000. Les chevaux ont été massivement vendus pour le tourisme, le haras étant peu à peu privatisé pour devenir un camp de vacance destiné aux Chinois aisés.

## Diffusion de l'élevage
C'est une race considérée comme commune, et comme une « race développée », c'est-à-dire créée en Chine à partir de croisements extérieurs. Bien que répertoriée parmi les 51 races de chevaux chinoises présente dans la base de données DAD-IS de la FAO, aucune donnée sur ses effectifs n'est disponible. D'après l'évaluation de la FAO réalisée en 2007, le niveau de menace pesant sur la race est inconnu.